# Poetoranagebergte
Het Poetoranagebergte, Poetoranaplateau of Poetoranahoogvlakte (Russisch: Плато Путорана; Plato Poetorana), soms ook Norilskgebergte (Норильские горы) genoemd, is een bergketen cq. plateau in de noordwestelijke hoek van het Midden-Siberisch Bergland ten oosten van de benedenloop van de Jenisej en op ongeveer 300 kilometer ten noorden van de poolcirkel. Aan de noordzijde en westzijde loopt het gebergte scherp af met hoogteverschillen tot 800 meter en aan de oostzijde en zuidzijde loopt het langzaam af. De hoogste top in het gebied is de Kamen met 1701 meter. Aan de noordzijde grenst het aan het schiereiland Tajmyr.
Bestuurlijk ligt het gebied in het noordwesten van kraj Krasnojarsk, op het grondgebied van de autonome districten Tajmyr en Evenkië.

## Naam
De naam Poetorana is afkomstig van het Poetoranameer, dat later werd hernoemd tot het Stuwmeer van Chantajka (sinds de jaren 70 ligt er een stuwdam in de rivier de Chantajka, waardoor het stuwmeer ontstond), die ook onder de Evenkse naam 'Koetorama' (Куторама; "moerasachtig") bekendstaat. Het gebergte werd in 1844 onderzocht en wetenschappelijk beschreven door de van oorsprong Baltisch-Duitse Russische zoöloog en onderzoeker Alexander von Middendorff en in 1902 werd voorgesteld om het bergmassief naar hem te vernoemen tot "Middendorfgebergte", maar uiteindelijk werd toch de lokale naam gebruikt.

## Geologie
De oppervlakte van het plateau is bedekt met basaltische lavastromen, die de Siberische Trappen worden genoemd. Deze liggen over het hele Midden-Siberisch Bergland, maar het Poetorana Plateau is geheel gevormd door basalt en wordt ook wel als bron gezien voor de grote explosie die de Siberische Trappen deed ontstaan. Deze trap is de op een na grootste van de wereld, na de Deccan Traps in India. Door het basalt ontstonden grote koper-nikkelvoorraden aan de noordwestkant van het plateau. Ongeveer 35% van de wereldvoorraad ligt onder dit Plateau, waarmee het de grootste ertslaag ter wereld is. De nabijgelegen gesloten stad Norilsk is gericht op de delving van deze en andere grondstoffen.

## Geografie
Het plateau is relatief vlak en wordt gekenmerkt door brede kloven en valleien die vaak overstroomd worden door meren, waarvan de grootste het Lamameer, het Ketameer en het Chantajskojemeer zijn. Een aantal rivieren, waaronder de Pjasina, Cheta, Koerejka, Kotoej en in de uitlopers de Beneden-Toengoeska hebben hun bronnen in het gebergte.
Het gebied wordt beschouwd als zeer schilderachtig en wordt ook wel "het gebied van 10.000 meren en 10.000 watervallen" genoemd. Naar aantallen watervallen staat het op de eerste plaats in Rusland. Ook ligt er een van de hoogste watervallen (108 meter) in de rivier Kanda.
Het gebied kent een streng landklimaat, maar in de beschutte valleien, zoals bij het Lamameer, ontstaan door het ontbreken van wind microklimaten en is het relatief warmer.

## Natuur
Het gebied is begroeid met lariks-zilversparbossen in de lager gelegen gedeelten tot 300-350 meter in het noordwesten en tot 500 meter in het zuiden. Daarboven liggen open bosgebieden en struiktoendra. Korstmostoendra en steenachtige toendra groeien in de hoogste gebieden.
Het gebergte kent ook een gevarieerd dierenleven. De migratieroute van de grootste wilde rendierpopulatie van Eurazië loopt door het gebied. Het vormt ook de noordelijke grens van de diersoorten lynx, sabelmarter, rotsauerhoen en de vliegende eekhoorn. Ook komen er enkele wat zeldzamere vogelsoorten voor als het smelleken en de Europese zeearend. Ook trekt op het plateau het weinig bestudeerde Poetorana sneeuwschaap (Ovis nivicola borealis) rond, dat vroeger verdreven werd uit bewoonde streken en al ongeveer 15.000 jaar bestaat. In het gebied is de zapovednik Poetoranski gevestigd.